# Corey Graves
 (juin 2021).
Matt Polinsky (né le 24 février 1984 à Pittsburgh (Pennsylvanie)) est un ancien catcheur (lutteur professionnel) américain . Il travaille actuellement à la World Wrestling Entertainment, dans la division Raw, sous le nom de Corey Graves, où il est commentateur aux côtés de Kevin Patrick.

## Carrière

### Total Nonstop Action (2011)
Le 2 mai 2011 à Impact, il perd contre Douglas Williams.

### World Wrestling Entertainment (2011-...)

#### Florida Championship Wrestling (2011-2012)
Il a signe un contrat de développement en août 2011 et lutte à la FCW et lutte sous le nom de Corey Graves. Le 25 septembre, il fait ses débuts en perdant contre Erick Rowan. Le 20 novembre,il perd contre Leakee. Le 27 novembre, il perd avec Colin Cassady contre CJ Parker & Donny Marlow. Le 18 décembre,il perd avec Derrick Bateman & Rick Vick contre CJ Parker, Percy Watson & Titus O'Neil. Le 5 février, il gagne avec Eli Cottonwood contre Brad Maddox & Briley Pierce. Le 26 février, il gagne contre CJ Parker. Le 1er avril, il gagne avec Jake Carter contre Bo Rotundo & Husky Harris et ils remportent les FCW Florida Tag Team Championship. Le 15 avril, il perd avec Brad Maddox & Jake Carter contre CJ Parker, Jason Jordan & Xavier Woods. Le 22 avril, il gagne avec Jake Carter contre CJ Parker & Mike Dalton et ils conservent leurs titres. Le 20 mai, il gagne avec Jake Carter contre The Ascension (Conor O'Brian et Kenneth Cameron ) et ils conservent leurs titres. Le 10 juin,il perd avec Jake Carter contre Mike Dalton & Xavier Woods. Le 15 juillet,il gagne avec Jake Carter contre CJ Parker & Mike Dalton et ils conservent leurs titres. Par la suite ils perdent leurs titres contre Leakee & Mike Dalton lors d'un live event.

#### Débuts àNXTet champion par équipe de laNXTavec Adrian Neville (2012-2014)
Le 4 juillet 2012 à NXT, il fait ses débuts dans la brand jaune, en tant que Heel, aux côtés de Jake Carter et ensemble, les deux hommes battent CJ Parker et Mike Dalton. 
Le 27 février 2013 à NXT, il effectue un Face Turn, mais son match face à Connor se termine en No Contest.
Le 20 juin à NXT, il s'allie officiellement avec Adrian Neville et ensemble, les deux hommes deviennent les nouveaux champions par équipe de la NXT en battant la Wyatt Family (Erick Rowan et Luke Harper). Il remporte les titres pour la première fois de sa carrière, alors que son partenaire les remporte pour la seconde fois. 
Le 12 septembre à NXT, ils perdent face à l'Ascension, ne conservant pas leurs titres et mettant fin à un règne de 84 jours. 
Le 16 octobre à NXT, ils ne remportent pas les titres par équipe de la NXT, battus par leurs mêmes adversaires. Après le combat, il effectue un Heel Turn en attaquant son propre partenaire, mettant ainsi fin à leur alliance.

#### Commentateur (2014-...)
Le 11 décembre 2014 lors du pré-show à NXT TakeOver: R Evolution, à la suite d'une commotion cérébrale, il annonce être contraint de mettre un terme à sa carrière de catcheur, avant de devenir officiellement commentateur de NXT.
Le 20 juillet 2016, il rejoint officiellement Raw pour commenter aux côtés de Byron Saxton et Michael Cole.
Le 12 septembre 2019, il rejoint officiellement SmackDown pour commenter aux côtés de Michael Cole.
Le 27 mai 2021, il retourne à Raw pour commenter aux côtés de Byron Saxton et Jimmy Smith.
Le 10 octobre 2022, il commente désormais le show rouge aux côtés de son nouveau partenaire, Kevin Patrick[réf. nécessaire].

## Palmarès
- 1 Pro Wrestling
  - 1 fois 1PW World Heavyweight Champion

- Absolute Intense Wrestling
  - 1 fois AIW Absolute Champion

- Ballpark Brawl
  - 1 fois Natural Heavyweight Champion

- Championship Wrestling Federation
  - 1 fois CWF Tag Team Champion avec CJ Sensation

- Florida Championship Wrestling
  - 1 fois FCW Florida Tag Team Champion avec Jake Carter

- Far North Wrestling
  - 2 fois FNW Heavyweight Champion

- International Wrestling Cartel
  - 2 fois IWC Super Indy Champion
  - 1 fois IWC World Heavyweight Champion

- Pro Wrestling eXpress
  - 1 fois NWA North American Tag Team Champion avec Brandon K
  - 1 fois PWX Heavyweight Champion
  - 1 fois PWX Tag Team Champion avec Mad Mike

- Renegade Wrestling Alliance
  - 1 fois RWA Heavyweight Champion

- Pro Wrestling ZERO1-Max
  - 2 fois Zero-One United States Heavyweight Champion

- Union of Independent Professional Wrestlers
  - 1 fois UIPW Keystone Cruiserweight Champion

- World Wrestling Entertainment
  - 1 fois NXT Tag Team Champion avec Adrian Neville

### Classement du magazines
- Pro Wrestling Illustrated

Classement PWI 500 de Matt Polinsky
| Année | 2004 | 2005 | 2006 | 2007 | 2008 | 2009 | 2010 | 2011 | 2012 | 2013 |
| Rang  | 395  | 311  | 302  | 371  | 341  | 296  | 268  | 270  | 200  | 118  |

## Vie privée
Il a été en couple et marié avec Amy Polinsky pendant 11 ans, avec qui il a eu trois enfants : un fils, Cash et deux filles, Lennyn Page et Lola[réf. nécessaire]. Le 18 février 2019, le couple divorce, son ex-femme le soupçonnant d'avoir une liaison avec Carmella. 
Depuis le 1er mai de la même année, il est en couple avec la catcheuse de Raw, Carmella. Le 8 avril 2022, le couple se marie officiellement.
Le 1er mai 2023, Carmella annonce, sur les réseaux sociaux, être officiellement enceinte de leur premier enfant, après avoir eu deux fausses couches. Le 9 novembre, elle donne naissance à un petit garçon : Dimitri Paul Polinsky.